# 萬元吉
萬元吉（1603年—1646年），字吉人，江西南昌人。明朝政治人物。

## 生平
天啟五年（1625年）乙丑科進士，任潮州府推官，捕得盜賊李守志，解散其黨，後任南京職方主事。
崇禎末年，曾隨楊嗣昌出征，與石柱秦良玉合兵擊賊，招降關索、惠登相、王光思等。
南明時，擢太僕寺少卿，隆武帝朱聿鍵授兵部右侍郎兼右副都御史，總督江西、湖廣諸軍。隆武二年（清顺治三年，1646年）入赣州，是年四月十四日，清軍將領高進庫由萬安皂口進攻贛州，偕同楊廷麟據城堅守。赣州被攻陷，楊延麟殉清水塘，元吉投章江死，“自五月至于十月，战中自尽，斗米至八钱，饿死载道，人无叛志。”。

## 著作
著有《墨山草堂诗文集》、《燕游记》、《寓永集》等。

## 家族
弟萬六吉。